# گیل‌کلا
گیل‌کلا، روستایی است از توابع بخش کجور شهرستان نوشهر در استان مازندران ایران.

## جمعیت
این روستا در دهستان زانوس‌رستاق قرار دارد و براساس سرشماری مرکز آمار ایران در سال ۱۳۸۵، جمعیت آن ۴۵ نفر (۲۰خانوار) بوده‌است. مردم گیل‌کلا از قومیت طبری هستند. مردم گیل‌کلا به زبان طبری و گویش کجوری سخن می‌گویند.